# Edward Burns
Edward Fitzgerald Burns (Queens, New York, 1968. január 29. –) amerikai filmrendező, forgatókönyvíró, filmproducer és színész.
Filmrendezései között található A McMullen fivérek (1995), az Ő az igazi (1996) és a Bíbor violák (2007). Emellett színészként feltűnt a Ryan közlegény megmentése (1998), a 15 perc hírnév (2001), az Élet, vagy valami hasonló (2002), a Lépéselőny (2003), a Mennydörgő robaj (2005), a Holiday (2006), az Esküvő, rock, haverok (2006), a Nem fogadott hívás (2008), a 27 idegen igen (2008), a Barátok babával (2011), a Borotvaélen (2012) és az Alex Cross (2012) című filmekben.
2013-ban a Mob City című sorozatban Bugsy Siegelt formálta meg.

## Filmográfia

### Film
| Év   | Magyar cím                | Eredeti cím                     | Szerep                          | Magyar hang    |
| ---- | ------------------------- | ------------------------------- | ------------------------------- | -------------- |
| 1995 | A McMullen fivérek        | The Brothers McMullen           | Barry / Finbar McMullen         |                |
| 1996 | Ő az igazi                | She's the One                   | Mickey Fitzpatrick              | Czvetkó Sándor |
| 1998 | Ryan közlegény megmentése | Saving Private Ryan             | Richard Reiben közlegény        | Laklóth Aladár |
| 1998 | Ne nézz vissza!           | No Looking Back                 | Charlie                         |                |
| 2001 | 15 perc hírnév            | 15 Minutes                      | Jordan Warsaw tűzoltóparancsnok | Rátóti Zoltán  |
| 2001 |                           | Sidewalks of New York           | Tommy Reilly                    |                |
| 2002 |                           | Lethargy (rövidfilm)            | bolti eladó                     |                |
| 2002 |                           | Ash Wednesday                   | Francis Sullivan                |                |
| 2002 | Élet vagy valami hasonló  | Life or Something Like It       | Pete Scanlon                    | Széles László  |
| 2003 | Lépéselőny                | Confidence                      | Jake Vig                        | Rátóti Zoltán  |
| 2004 |                           | The Breakup Artist              | önmaga                          |                |
| 2004 |                           | Looking for Kitty               | Jack Stanton                    |                |
| 2005 | Mennydörgő robaj          | A Sound of Thunder              | Travis Ryer                     | Viczián Ottó   |
| 2005 | Félelmetes folyó          | The River King                  | Abel Grey                       | Crespo Rodrigo |
| 2006 | Esküvő, rock, haverok     | The Groomsmen                   | Paulie                          | Dolmány Attila |
| 2006 | Holiday                   | The Holiday                     | Ethan Ebbers                    | Laklóth Aladár |
| 2007 | Bíbor violák              | Purple Violets                  | Michael Murphy                  | Hevér Gábor    |
| 2008 | Nem fogadott hívás        | One Missed Call                 | Jack Andrews nyomozó            | Anger Zsolt    |
| 2008 | 27 idegen igen            | 27 Dresses                      | George                          | Széles László  |
| 2009 | Az Echelon-összeesküvés   | Echelon Conspiracy              | John Reed                       |                |
| 2010 | Kedves Johnny             | Nice Guy Johnny                 | Terry nagybácsi                 | Laklóth Aladár |
| 2011 |                           | Newlyweds                       | Buzzy                           |                |
| 2011 | Barátok babával           | Friends with Kids               | Kurt                            | Czvetkó Sándor |
| 2012 | Borotvaélen               | Man on a Ledge                  | Jack Dougherty                  | Anger Zsolt    |
| 2012 |                           | The Fitzgerald Family Christmas | Gerry                           |                |
| 2012 | Alex Cross                | Alex Cross                      | Tommy Kane                      | Bozsó Péter    |
| 2018 |                           | Summer Days, Summer Nights      | Jack Flynn                      |                |
| 2019 |                           | Beneath the Blue Suburban Skies | Jim                             |                |
| 2024 |                           | Millers in Marriage             | Andy Miller                     |                |

### Televízió
| Év        | Magyar cím    | Eredeti cím              | Feladatkör | Feladatkör | Feladatkör      | Szerep           | Megjegyzések                                        |
| Év        | Magyar cím    | Eredeti cím              | Rendező    | Író        | Vezető producer | Szerep           | Megjegyzések                                        |
| --------- | ------------- | ------------------------ | ---------- | ---------- | --------------- | ---------------- | --------------------------------------------------- |
| 2001–2002 |               | The Fighting Fitzgeralds | Igen       | Igen       | Igen            | Gerry Fitzgerald | sorozat megalkotója                                 |
| 2005      | Will és Grace | Will & Grace             | Nem        | Nem        | Nem             | Nick             | 3 epizód                                            |
| 2006–2009 | Törtetők      | Entourage                | Nem        | Nem        | Nem             | önmaga           | - 4 epizód - magyar hangja: - Gubányi György István |
| 2013      |               | Mob City                 | Nem        | Nem        | Nem             | Bugsy Siegel     | 5 epizód                                            |
| 2014      | Louie         | Louie                    | Nem        | Nem        | Nem             | önmaga           | 1 epizód                                            |
| 2015      |               | Public Morals            | Igen       | Igen       | Igen            | Terry Muldoon    | sorozat megalkotója                                 |
| 2021–2022 | Híd és alagút | Bridge and Tunnel        | Igen       | Igen       | Igen            | Artie Farrell    | sorozat megalkotója                                 |

## Fordítás
- Ez a szócikk részben vagy egészben  az   Edward Burns című angol Wikipédia-szócikk ezen változatának fordításán alapul.  Az eredeti cikk szerkesztőit annak laptörténete sorolja fel. Ez a jelzés csupán a megfogalmazás eredetét és a szerzői jogokat jelzi, nem szolgál a cikkben szereplő információk forrásmegjelöléseként.